# Kupîn, Horodok
Kupîn (în ucraineană Купин) este localitatea de reședință a comunei Kupîn din raionul Horodok, regiunea Hmelnîțkîi, Ucraina.

## Demografie
Componența lingvistică a localității Kupîn
     Ucraineană (98,17%)
     Rusă (1,83%)
Conform recensământului din 2001, majoritatea populației localității Kupîn era vorbitoare de ucraineană (98,17%), existând în minoritate și vorbitori de rusă (1,83%).